# Duitsland op het Eurovisiesongfestival 1988
Duitsland deed mee aan het Eurovisiesongfestival 1988 in Dublin. Het was de 33ste deelname van het land aan het Eurovisiesongfestival.

## Selectieprocedure
De finale werd gehouden in het Frankenhalle in Neurenberg en werd gepresenteerd door Jenny Jürgens.
In totaal deden er 12 acts mee aan deze nationale finale.
De winnaar werd gekozen door een representatief panel van 600 mensen.
| Volgorde | Artiest                | Lied                             | Punten | Plaats |
| -------- | ---------------------- | -------------------------------- | ------ | ------ |
| 1        | Thomas & Thomas        | "Träumen kann man nie zuviel"    | 2388   | 12     |
| 2        | Tommy Steiner          | "Insel im Wind"                  | 3185   | 6      |
| 3        | Tammy Swift            | "Tanzen geh'n"                   | 3172   | 7      |
| 4        | Bernhard Brink & Gilda | "Komm' ins Paradies"             | 3538   | 3      |
| 5        | Michaela               | "Ein kleines Wunder              | 3171   | 8      |
| 6        | G. G. Anderson         | "Hättest du heut' Zeit für mich" | 3508   | 4      |
| 7        | Rendezvous             | "Du bist ein Stern für mich"     | 2826   | 10     |
| 8        | Ann Thomas             | "Regenbogenland"                 | 3351   | 5      |
| 9        | Heartware              | "Ich geb' dir mein Herz"         | 3021   | 9      |
| 10       | Maxi & Chris Garden    | "Lied für einen Freund"          | 4475   | 1      |
| 11       | Christian Francke      | "In deiner Hand"                 | 2596   | 11     |
| 12       | Cindy Berger           | "Und leben will ich auch"        | 3769   | 2      |

## In Dublin
In de finale van het Eurovisiesongfestival 1987 moest Duitsland optreden als 11de, net na Ierland en voor Oostenrijk. Op het einde van de stemming bleek dat ze op een 14de plaats geëindigd waren met 48 punten.
Nederland  en België gaven geen punten aan deze inzending.

### Gekregen punten
| 12 punten                      | 10 punten   | 8 punten                | 7 punten   | 6 punten               |
| ------------------------------ | ----------- | ----------------------- | ---------- | ---------------------- |
|                                |             | - IJsland - Joegoslavië |            | - Denemarken - Ierland |
| 5 punten                       | 4 punten    | 3 punten                | 2 punten   | 1 punt                 |
| - Israël - Verenigd Koninkrijk | - Noorwegen | - Spanje                | - Portugal | - Turkije              |

### Gegeven punten
Punten gegeven in de finale:
| 12 punten | Zwitserland         |
| 10 punten | Verenigd Koninkrijk |
| 8 punten  | Turkije             |
| 7 punten  | Ierland             |
| 6 punten  | Nederland           |
| 5 punten  | Israël              |
| 4 punten  | Denemarken          |
| 3 punten  | Frankrijk           |
| 2 punten  | Italië              |
| 1 punt    | Noorwegen           |

1956 · 1957 · 1958 · 1959 · 1960 · 1961 · 1962 · 1963 · 1964 · 1965 · 1966 · 1967 · 1968 · 1969 · 1970 · 1971 · 1972 · 1973 · 1974 · 1975 · 1976 · 1977 · 1978 · 1979 · 1980 · 1981 · 1982 · 1983 · 1984 · 1985 · 1986 · 1987 · 1988 · 1989 · 1990 · 1991 · 1992 · 1993 · 1994 · 1995 · 1996 · 1997 · 1998 · 1999 · 2000 · 2001 · 2002 · 2003 · 2004 · 2005 · 2006 · 2007 · 2008 · 2009 · 2010 · 2011 · 2012 · 2013 · 2014 · 2015 · 2016 · 2017 · 2018 · 2019 · 2020 · 2021 · 2022 · 2023 · 2024 · 2025